# Lycosa praegrandis
Lycosa praegrandis este o specie de păianjeni din genul Lycosa, familia Lycosidae, descrisă de C. L. Koch, 1836. Conține o singură subspecie: L. p. discoloriventer.